# Thomas Walter Scott

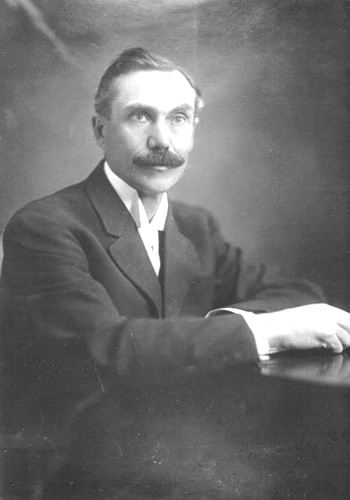
Thomas Walter Scott

Thomas Walter Scott (* 27. Oktober 1867 im London Township, Ontario; † 23. März 1938 in Guelph, Ontario; auch als Walter Scott bekannt) war ein kanadischer Politiker und Journalist. Vom 5. September 1905 bis zum 20. Oktober 1916 war er der erste Premierminister von Saskatchewan und war maßgeblich am Aufbau der neu geschaffenen Provinz beteiligt. Daneben war er Vorsitzender der Saskatchewan Liberal Party. Von 1900 bis 1905 saß er für die Liberale Partei Kanadas im Unterhaus.

## Frühes Leben
Scott wuchs im ländlichen Südwesten von Ontario auf. 1885 zog er nach Portage la Prairie in der Provinz Manitoba, wo er als Journalist zu arbeiten begann. 1886 ließ er sich in Regina nieder, der damaligen Hauptstadt der Nordwest-Territorien. Dort arbeitete er für das Regina Journal. Von 1892 bis 1893 war er Teilhaber des Regina Standard, danach Inhaber und Chefredakteur der Moose Jaw Times. 1895 kaufte er Nicholas Flood Davin die Zeitung Regina Leader (heute als Regina Leader-Post bekannt) ab und war bis 1900 deren Chefredakteur. Scott war mit Jessie Read verheiratet; das Paar hatte keine eigenen Kinder, adoptierte aber die Nichte der Ehefrau.

## Gründung Saskatchewans
Zur Unterhauswahl 1900 trat Scott als Kandidat der Liberalen Partei Kanadas an und schlug im Wahlkreis Assiniboia West den konservativen Amtsinhaber Davin. Bei der Unterhauswahl 1904 wurde er wiedergewählt. In den Diskussionen über die Schaffung von Provinzen auf dem Gebiet der Nordwest-Territorien unterstützte Scott zunächst den Vorschlag des Territorialpremierministers Frederick Haultain, eine große Provinz namens Buffalo zu schaffen, die das Gebiet von Alberta und Saskatchewan umfasst hätte. Später trat er jedoch für die von Wilfrid Lauriers liberaler Bundesregierung bevorzugten Lösung mit zwei Provinzen ein.
Im Februar 1905 brachte die Bundesregierung einen Gesetzesvorschlag mit zwei Provinzen ein, deren Gründung am 1. Juli 1905 erfolgen sollte. Aufgrund starker Opposition der Konservativen verzögerte sich die Umsetzung des Saskatchewan Act um drei Monate. Im August 1905 hielt die Saskatchewan Liberal Party ihre Gründungsversammlung ab, die Delegierten wählten Scott zu ihrem Parteivorsitzenden. Saskatchewan wurde am 1. September zusammen mit Alberta gegründet. Fünf Tage später ernannte Vizegouverneur Amédée Forget Scott zum ersten Premierminister der neuen Provinz.

## Erste Amtszeit
Die erste Wahl zur Legislativversammlung von Saskatchewan fand am 13. Dezember 1905 statt. Die Saskatchewan Liberal Party von Premierminister Scott brachte mit dem Wahlslogan Peace, Progress, and Prosperity („Frieden, Fortschritt und Wohlstand“) rund 52 % der Wähler hinter sich und gewann 16 von 25 Sitzen. Eines der wichtigsten Themen während der ersten Legislaturperiode war die Wahl der Provinzhauptstadt (Regina war nur temporär zur Hauptstadt ernannt worden). Am Parteitag der Liberalen sprachen sich zwei Drittel der Delegierten für Saskatoon aus, doch Scott konnte seine Parteigänger davon überzeugen, Regina definitiv zur Hauptstadt zu erklären. Am 23. Mai 1906 fiel in der Legislativversammlung der entsprechende Beschluss mit 21 zu 2 Stimmen.
Scott, der neben seiner Tätigkeit als Regierungschef zusätzlich Minister für öffentliche Bauten war, begann mit der Planung eines Parlamentsgebäudes in Regina. Im Juni 1906 einigte sich das Kabinett auf den heutigen Standort und beschloss, das umliegende Gelände in einen weitläufigen öffentlichen Park umzuwandeln. Das Wascana Centre gehört heute mit einer Fläche von 9,3 km² zu den größten städtischen Parkanlagen Nordamerikas. Nach einem Architekturwettbewerb begannen 1908 die Bauarbeiten, die vier Jahre dauerten.
1907 setzte Scott eine Kommission ein, um die Form der Lokalverwaltung zu bestimmen. Mit dem Rural Municipality Act  entstanden 1908 rund 300 ländliche Gemeinden, von denen jede 324 Quadratmeilen groß war. Sie stellen eine Organisationsform dar, die es ansonsten nur noch in Manitoba gibt. Darüber hinaus unterstützte seine Regierung den Ausbau der Canadian Northern Railway und der Grand Trunk Pacific Railway, dazu entstanden Straßen und ein Telefonnetz.
Die Zahl der öffentlichen Schulen stieg von gut 400 auf über 2800 an. Doch während Scott sich einerseits um vernachlässigte Kinder bemühte und das Kinderschutzgesetz (Children's Protection Act) unterstützte, interessierte er sich nicht für die Zustände an den Residential Schools, in denen Indianerkinder in einer Art Internat gegen den Willen ihrer Eltern festgehalten wurden. Die Internate waren eine Hinterlassenschaft Edgar Dewdneys und sollten der Erziehung der Kinder zu „zivilisierten“ Kanadiern dienen.
Im Winter 1906/07 litt Scott an einer schweren Lungenentzündung. Nach seiner Genesung verließ er jeden Herbst die Provinz Saskatchewan, um während des Winters einige Monate an Orten mit milderem Klima zu verbringen.

## Zweite Amtszeit
Scott wurde bei der Provinzwahl im August 1908 als Premierminister bestätigt. Die Liberalen erzielten trotz eines leicht reduzierten Anteils erneut die absolute Mehrheit der Stimmen und gewannen 27 Sitze in der auf 41 Sitze erweiterten Legislativversammlung. Im April 1909 eröffnete Scott die im Wahlkampf von 1905 versprochene Universität der Provinz, die University of Saskatchewan in Saskatoon.
Da er eine Politik der Dezentralisierung bevorzugte, hatte er sich bei der Wahl des Standortes der Universität bewusst gegen die Provinzhauptstadt Regina entschieden. Dementsprechend verhielt er sich auch bei anderen Projekten: So kam die psychiatrische Klinik der Provinz 1913 in North Battleford zu stehen, das Provinzgefängnis 1911 in Prince Albert. 1910 setzte Scott eine Kommission ein, die sich mit der wichtigen Frage der Getreidesilos befassen sollte (Saskatchewan ist bis heute in hohem Maße landwirtschaftlich geprägt). Die Kommission lehnte den Vorschlag ab, staatliche Silos zu errichten. Sie sprach sich stattdessen für Silos aus, die im Besitz von Bauerngenossenschaften sind und von diesen auch betrieben werden.

## Dritte Amtszeit
Bei der Wahl im Juli 1912 konnten die Liberalen um sechs Prozent zulegen und gewannen 46 von 54 Sitzen. Ab 1913 amtierte Scott auch als Bildungsminister. Im Streit der Konfessionen und Sprachen, also zwischen frankophonen Katholiken und anglophonen Protestanten, nahm er eine gemäßigte Position ein und konnte gegen scharfen Widerstand protestantischer Kreise erreichen, dass katholische Schulen mit Steuergeldern unterstützt wurden und bis zu einer Stunde pro Tag Unterricht in französischer Sprache gehalten werden durfte.
Nachdem Manitoba das Frauenwahlrecht eingeführt hatte, gab Scott seine bisher zögerliche Haltung auf und führte es am Valentinstag 1916 ein. Dem damaligen Zeitgeist entsprechend, forderten auch die Bewohner Saskatchewans die Einführung der Alkoholprohibition. Scott lehnte dieses Ansinnen zwar ab, setzte aber eine Abstimmung an. Im Dezember desselben Jahres entschieden sich 80 % der Wahlberechtigten, erstmals unter Einschluss der Frauen, für die Alkoholprohibition.
Bei der Vergabe von Alkohollizenzen und beim Ausbau der Infrastruktur soll es zu Vorteilsnahmen und Bestechungen gekommen sein. Eine eingesetzte Kommission kam zum Schluss, dass keine Regierungsmitglieder sich der Korruption schuldig gemacht hätten. Doch die Vorwürfe gegen die Regierung waren schwerwiegend genug, dass Scott am 16. Oktober 1916 seinen Rücktritt einreichte; ausschlaggebend war auch seine angeschlagene Gesundheit.
Seinen Lebensabend verbrachte Scott in Victoria, doch sein Gesundheitszustand erlaubte es ihm nicht, wieder als Journalist zu arbeiten. 1935 zog er in ein Sanatorium in Guelph, wo er knapp drei Jahre später verstarb.